# Maximilian Njegovan
Maximilian Njegovan (ur. 31 października 1858 w Zagrzebiu, zm. 1 lipca 1930 tamże) – oficer Kaiserliche und Königliche Kriegsmarine w stopniu admirała, dowódca floty Austro-Węgier pod koniec I wojny światowej.

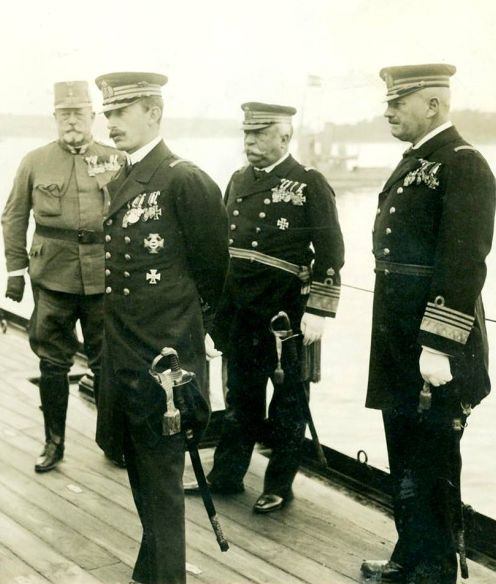
Cesarz Karol I Habsburg wizytuje okręt SMS Admiral Spaun w październiku 1917 roku. Drugi od prawej adm. Njegovan.

## Życiorys
Do Marynarki Wojennej Austro-Węgier wstąpił w 1877 roku. W trakcie szkolenia odbył rejsy do Afryki Zachodniej i Brazylii. W 1880 roku awansowany do stopnia porucznika marynarki (niem. Linienschiff-fähnrich), a osiem lat później do stopnia kapitana marynarki (niem. Linienschiffsleutnant). Swoje pierwsze samodzielne dowództwo objął w 1893 roku, kiedy został dowódcą torpedowca SMS Condor. W latach 1906-1907 dowodził pancernikiem obrony wybrzeża SMS Budapest. W 1907 roku, już w stopniu komandora (niem. Linienschiffskapitän) został szefem sztabu eskadry. Od 1909 roku przeniesiony na stanowisko szefa sztabu Naczelnego Dowództwa Marynarki, a następnie szefa Biura Operacyjnego, awansując w tym czasie na stopień kontradmirała w 1911 roku. Jako dowódca eskadry brał udział wojnach bałkańskich , a po zakończeniu konfliktu w międzynarodowej blokadzie Czarnogóry. W 1913 roku został oficjalnym przedstawicielem w Radzie Admiralicji w administrowanej przez monarchie europejskie Szkodrze. Po wybuchu I wojny światowej objął dowództwo nad I Szwadronem. Wraz z jednostką brał udział w bombardowaniu Ankony w 1915 roku. 23 lutego 1917 roku awansował na stopień admirała i po śmierci adm. Antona Hausa, został dowódcą floty i szefem Departamentu Marynarki Ministerstwa Wojny. Po stłumieniu buntu marynarzy w Cattaro w lutym 1918 roku podał się do dymisji, która została przyjęta przez cesarza Karola I. W stan spoczynku przeszedł 27 lutego 1918 roku. 

## Odznaczenia
Odznaczenia adm. Njegovana to między innymi:
- Kawaler Orderu Korony Żelaznej I klasy z mieczami i dekoracją wojenną
- Kawaler Orderu Leopolda z mieczami i dekoracją wojenną
- Kawaler Orderu Korony Żelaznej III klasy
- Krzyż Zasługi Wojskowej III klasy
- Srebrny Medal Zasługi Wojskowej na czerwonej wstędze
- Odznaka za Służbę Wojskową II klasy
- Medal Jubileuszowy Pamiątkowy dla Sił Zbrojnych i Żandarmerii
- Krzyż Jubileuszowy Wojskowy
- Krzyż Pamiątkowy Mobilizacji 1912–1913